# Sánta Annamária
Sánta Annamária  (Baja, 1980. augusztus 21.) magyar színésznő.

## Pályafutása
Tanulmányait a Hild József Általános Iskolában, majd a Szinyei Merse Pál Gimnáziumban végezte.Már gyerekkorában érdeklődött a színészet iránt, általános iskolában és gimnáziumban is színjátszó szakkörre járt, majd elvégezte a Gór Nagy Mária Színitanodát. Három évet játszott a Nemzeti Kamaraszínházban, majd egy évet a Szolnoki Szigligeti Színházban. Öt éve a szinkronizálás tölti ki a mindennapjait.
A színitanoda elvégzése után a Nemzeti Kamara Színházban játszott kisebb-nagyobb szerepeket három évadon át. Fellépett a Szkéné Színházban, a Klebelsberg Művelődési Házban és Szentendrén is. Valamint a 2007/2008-as évadban a Szolnoki Szigligeti Színház társulatának tagja volt, ahol a "Két úr szolgája" című darabban az egyik női főszerepet, Claricet; az "Oliver!" című musicalben pedig Beatricet játszotta.
Azóta jobbára gyerekdarabokban tűnik fel, és a szinkron tölti ki mindennapjait.
Szinkronszínészként több sorozatban is szerepelt.

## Színházi szerepeiből
- Ki kérdezett? (2003) / Szabó Dezső Katakombaszínház
- Süt a nap (2004) / Szabó Dezső Katakombaszínház
- Kocsonya Mihály házassága (2004)
- Caligula-klán (2007)  / Szkéné Színház
- Két úr szolgája (2007)  / Klebelsberg Művelődési Ház
- Két úr szolgája (2007–) (Clarice) /  Szigligeti Színház
- Oliver! (2007–) (Charlotte) /  Szigligeti Színház

## Szinkron
Filmek, sorozatok
- Táncakadémia: Grace Whitney - Isabel Durant
- A korona hercege: Hjo Üi koreai királyné - Park Eun Hye
- Ally McBeal: Ling Woo - Lucy Liu
- Smallville: Lois Lane - Erica Durance
- Sophie - a nem kívánt jegyesség: Lina Bütow- Anna Voy Kunith
- McLeod lányai: Tayler Geddes- Gillian Alexy
- Lángoló Chicago: Gabriela Dwason – Monica Raymund (1–2. évad)
- A házasság buktatói: Neyran Çelik - Sevcan Yaşar
- Az elnöknő: Norah Woodruff - Kristen Shaw
- Szökésben: Amber - Leah Cudmore
- Nem ér a nevem: Samantha - Christina Applegate
- Afrikai kaland: Lauren - Shannon Esra
- Szentek kórháza: Dr. Kylie Preece - Ling Hshue Tang
- Candy: Paulina - Karla Alvarez
- Dublini doktorok: Dr. Clodagh Delaney - Leigh Arnold
- Greek - A szövetség:: Casey Cartwright - Spencer Grammer
- Dr. House (8. évad): Charlene Yi - Dr. Chi Park

Rajzfilmek, animék
- Power Rangers: Mystic Force-Power Rangers: Misztikus erő: Madison Rocca/Blue Mystic Ranger - Melanie Vallejo
- A dinoszauruszok királya: Ursula
- Digimon - Az új kaland (Digimon Frontier): Lanamon
- Nauszika – A szél harcosai: Lastelle, pejitei lány